# Agouni Gueghrane
Agouni Gueghrane (ou Agueni Gueghrane du kabyle de Agʷni n Yeɣran prononcé Agʷni g'ɣran, transcrit en tifinagh ⴰⴳⵯⵏⵉ ⵏ ⵢⴻⵖⵕⴰⵏ) est une commune algérienne dans la Daïra d'Ouadhia de la wilaya de Tizi Ouzou, dans la région de Grande Kabylie.

## Géographie

### Localisation
La commune d'Agouni Gueghrane se situe au sud de la wilaya de Tizi Ouzou. Elle est délimitée :
|              | Ouadhia                               |              |
| Aït Bouaddou | Agouni Gueghrane                      | Aït Toudert  |
|              | Bechloul, El Asnam (wilaya de Bouira) | Aït Boumahdi |

### Villages de la commune
La commune d'Agouni Gueghrane est composée de 7 villages :
- Agouni Gueghrane (Agni n Yeɣran)
- Ait El Kaïd (At Lqayad)
- Aït Ighil
- Aït Slimane
- Azounène
- Tafsa Boumad (Tafsa n Wumad)
- Aït Ergan (At Ergan)

La localité d'Aït Ergane (At Rrgan) est composée de hameaux de Taghza, Taourirt, Taguemount, Tazeka, Tineswin et Tigri

## Économie
La commune compte une grande usine d'embouteillage d'eau minérale. Le groupe Cevital qui a racheté en 2005 une petite unité exploitant une source minérale a ouvert près de cette source au niveau du village d'Agouni Guerghrane une usine de 23 000 m² produisant 2,5 millions de bouteille par jour de la marque Lalla Khedidja.